# شکارگری

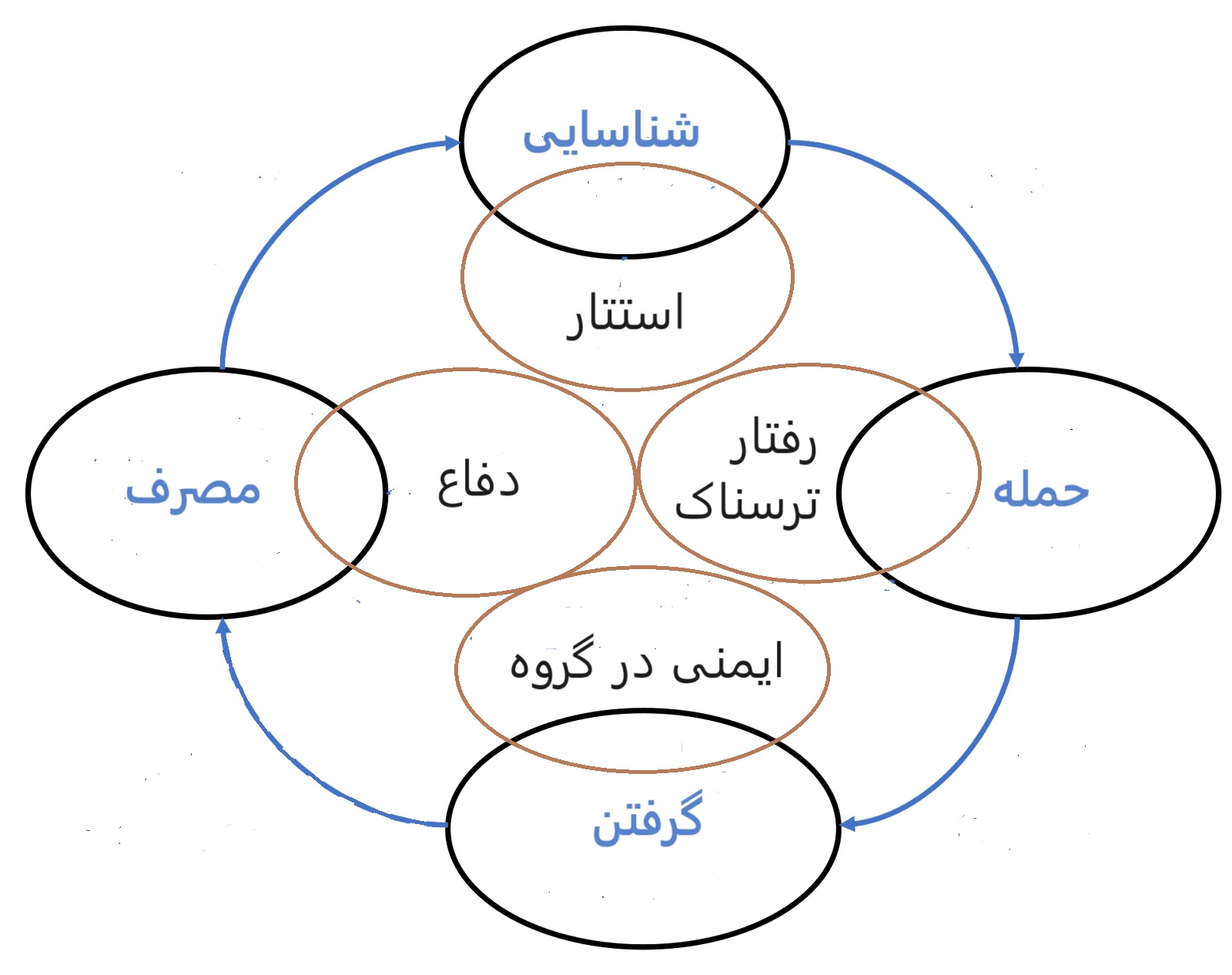
دستیابی شکارگر به منبع غذایی را می‌توان به چهار مرحله تقسیم کرد: شناسایی، حمله، گرفتن و مصرف. سازگاری‌های فرگشتی برای مقابله با شکار شدن عبارتند از: پرهیز از شناسایی شدن، پرهیز از مورد حمله قرار گرفتن شامل تشخیص شکارگر و پرهیز از گرفتار شدن و مبارزه و دفاع از خود برای خورده نشدن هستند.

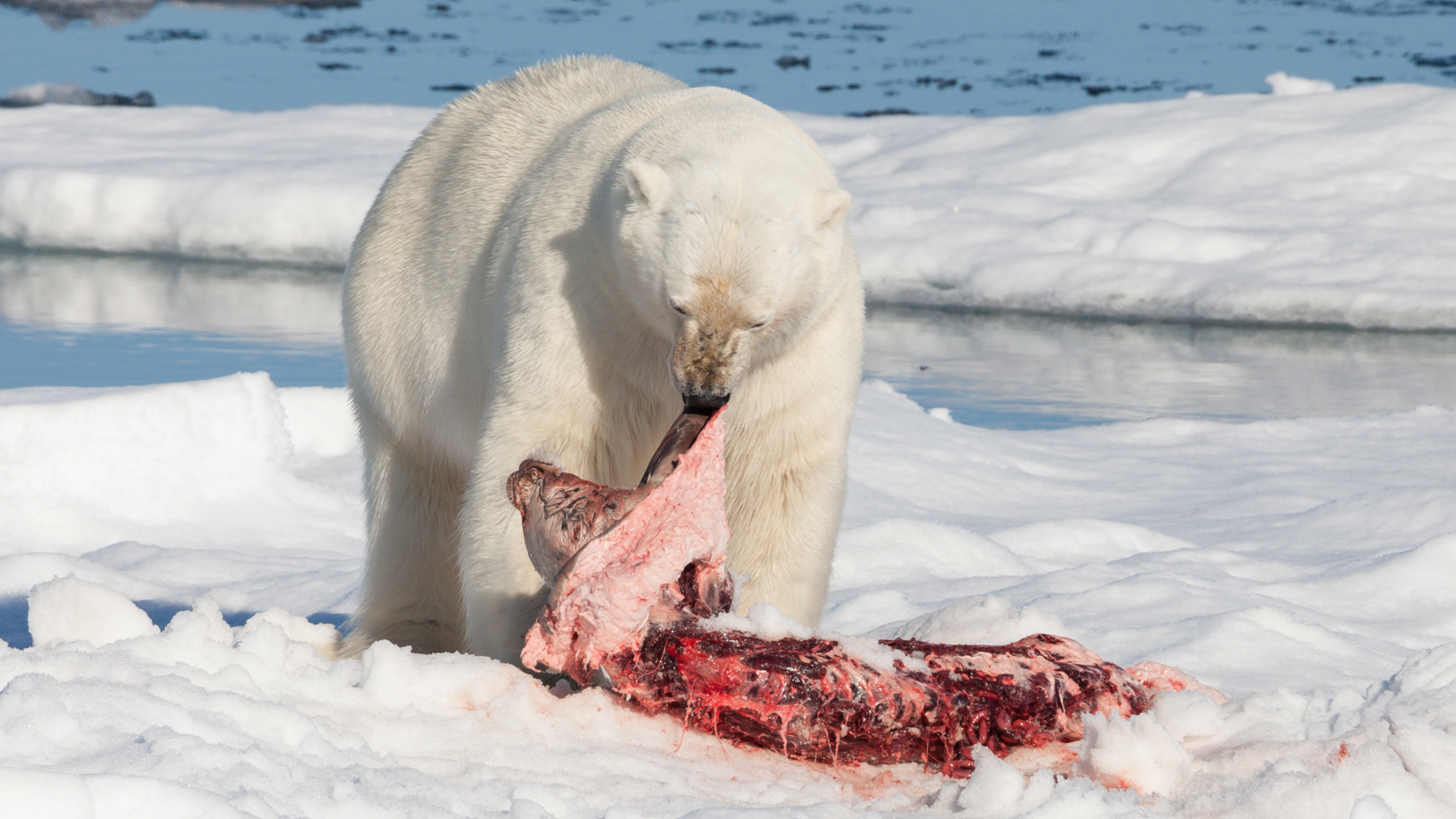
خرس قطبی که یک درنده منفرد است پس از شکار یک فک ریشدار.

شکارگری یا طعمه‌خواری (به انگلیسی: Predation) و شکارگر (به انگلیسی: Predator) و گاهی شکارچی یا دَرَندِه، جانوران یا دیگر ارگانیسم‌هایی هستند که طعمه‌های خود را فعالانه تعقیب کرده و به منظور خوردن می‌کشند.
شمار زیادی از گونه‌های درنده در میان پستانداران از راسته گوشت‌خواران هستند اما گروه‌های زیاد دیگری از جانوران درنده نیز وجود دارد ازجمله حشرات درنده، ماهیان درنده و پرندگان درنده.
در میان حشرات درنده گونه‌های زیادی هستند که طعمه‌های خود را زنده می‌خورند به عنوان نمونه آخوندک‌ها و مورچه‌ها.
عنکبوت‌ها، دوزیستان و خزندگان بدون استثنا گوشتخوارند. برخی دیگر از درندگان نیز همه‌چیزخوار یا لاشه‌خوار هستند.
از درندگان مشهور می‌توان در خشکی شیر و ببر و پلنگ و سوسمار و در آب‌ها کوسه، کوترماهی و پیرانیا را نام برد.
از آنجا که جانوران گیاه‌خوار بخشی از گیاهان را می‌خورند و آن‌ها را نمی‌کشند ازجمله درندگان به‌شمار نمی‌آیند. همچنین انگل‌ها به این خاطر که از میزبان تغذیه می‌کنند ولی برای این تغذیه به میزبان خود وابسته هستند و قصد کشتن آن را ندارند درنده و طعمه‌خوار به‌شمار نمی‌آیند.
درنده به جانور گوشت‌خواری گفته می‌شود که دارای این ویژگی‌ها باشد:
- طعمه‌های خود را با اعضایی از بدن خود مانند دندان‌ها و چنگال‌ها می‌کشد.
- سپس بدن قربانی خود را با دندان‌ها و چنگال‌هایشان تکه‌تکه کرده و از آن تغذیه می‌کند.
- شکارگران معمولاً طعمه‌هایی متناسب با اندازه بدنشان را شکار می‌کنند.

با توجه به این ویژگی‌ها هر جانور گوشت‌خواری را نمی‌توان شکارگر نامید برای مثال نهنگ آبی یک شکارگر محسوب نمی‌شود. چرا که این جانور از ارگانیسم‌های بسیار کوچک تغذیه می‌کند و موقع شکار آن‌ها را با دهان بزرگش فقط می‌بلعد. شکارگران با انجام اعمالی نظیر کمین کردن برای طعمه و تعقیب کردن آن طعمه‌های خود را به دام می‌اندازند. برخی از آن‌ها به صورت گله‌ای به شکار می‌روند و برخی نیز به تنهایی به شکار می‌پردازند. «درنده» عنوانی است که بیشتر برای پستانداران گوشت‌خواری چون شیر و گرگ به کار می‌رود ولی برای برخی از خزندگان گوشت‌خوار نظیر تمساح نیز استفاده می‌شود. بی‌مهرگانی مانند ماهی مرکب و عنکبوت نیز درنده هستند. بزرگ‌ترین درنده امروزی نهنگ عنبر است. برای پرندگانی مانند عقاب از واژه «پرنده شکاری» استفاده می‌شود.

## طبقه‌بندی
شمار زیادی از درندگان در میان پستانداران و از راسته گوشت‌خوارسانان هستند اما گروه‌های زیاد دیگری از جانوران درنده نیز وجود دارد از جمله حشرات درنده، ماهیان درنده و پرندگان شکاری.
در میان حشرات درنده گونه‌های زیادی هستند که طعمه‌های خود را زنده می‌خورند به عنوان نمونه آخوندک‌ها و مورچه‌ها.
عنکبوت‌ها و دوزیستان بدون استثنا گوشت‌خوارند. برخی دیگر از درندگان نیز همه‌چیزخوار یا لاشه‌خوار هستند.
از شکارگران مشهور در خشکی می‌توان شیر، ببر، پلنگ و تمساح و در آب‌ها کوسه، کوترماهی و پیرانیا را نام برد.
از آنجا که جانوران گیاه‌خوار بخشی از گیاهان را می‌خورند و آن‌ها را نمی‌کشند، ازجمله درندگان به‌شمار نمی‌آیند. همچنین انگل‌ها به این خاطر که از میزبان تغذیه می‌کنند ولی برای این تغذیه به میزبان خود وابسته هستند و قصد کشتن آن را ندارند طعمه‌خوار به‌شمار نمی‌آیند.